# Isabel Kerschowski
Isabel Kerschowski est une footballeuse allemande née le 22 janvier 1988 à Berlin-Est. Elle évolue au poste de milieu de terrain.

## Biographie

### En équipe nationale
Avec les moins de 20 ans, elle participe à la Coupe du monde des moins de 20 ans 2008 qui se déroule au Chili. Lors du mondial junior, elle joue cinq matchs. Elle inscrit un but contre la RD Congo, puis un autre but contre le Japon. Les joueuses allemandes atteignent les demi-finales de la compétition, en étant battues par les joueuses américaines.
Isabel Kerschowski est ensuite retenue par la sélectionneuse Silvia Neid, afin de participer aux Jeux olympiques d'été de 2016 organisés au Brésil.

## Palmarès
- Vainqueur de la Ligue des champions en 2010 avec le FFC Turbine Potsdam
- Finaliste de la Ligue des champions en 2016 avec le VfL Wolfsbourg
- Championne d'Allemagne en 2009, 2010, 2011 et 2012 avec le FFC Turbine Potsdam et en 2017 avec le VfL Wolfsbourg
- Vice-championne d'Allemagne en 2015 et 2016 avec le VfL Wolfsbourg
- Vainqueur de la Coupe d'Allemagne en 2015, 2016 et 2017 avec le VfL Wolfsbourg